# Eudes Dagoulou
Eudes Cratia Dagoulou Koziade est un footballeur centrafricain né le 9 février 1990 à Bimbo. Il évolue actuellement au poste d'attaquant.

## Biographie
Il est né d'un père pasteur et une mère infirmière;Issu d'une famille assez aisée.

## Palmarès
- Championnat d'Algérie : 2015